# Legitymacja szlachectwa
Legitymacja szlachectwa – weryfikacja szlachectwa przed urzędem heroldii.

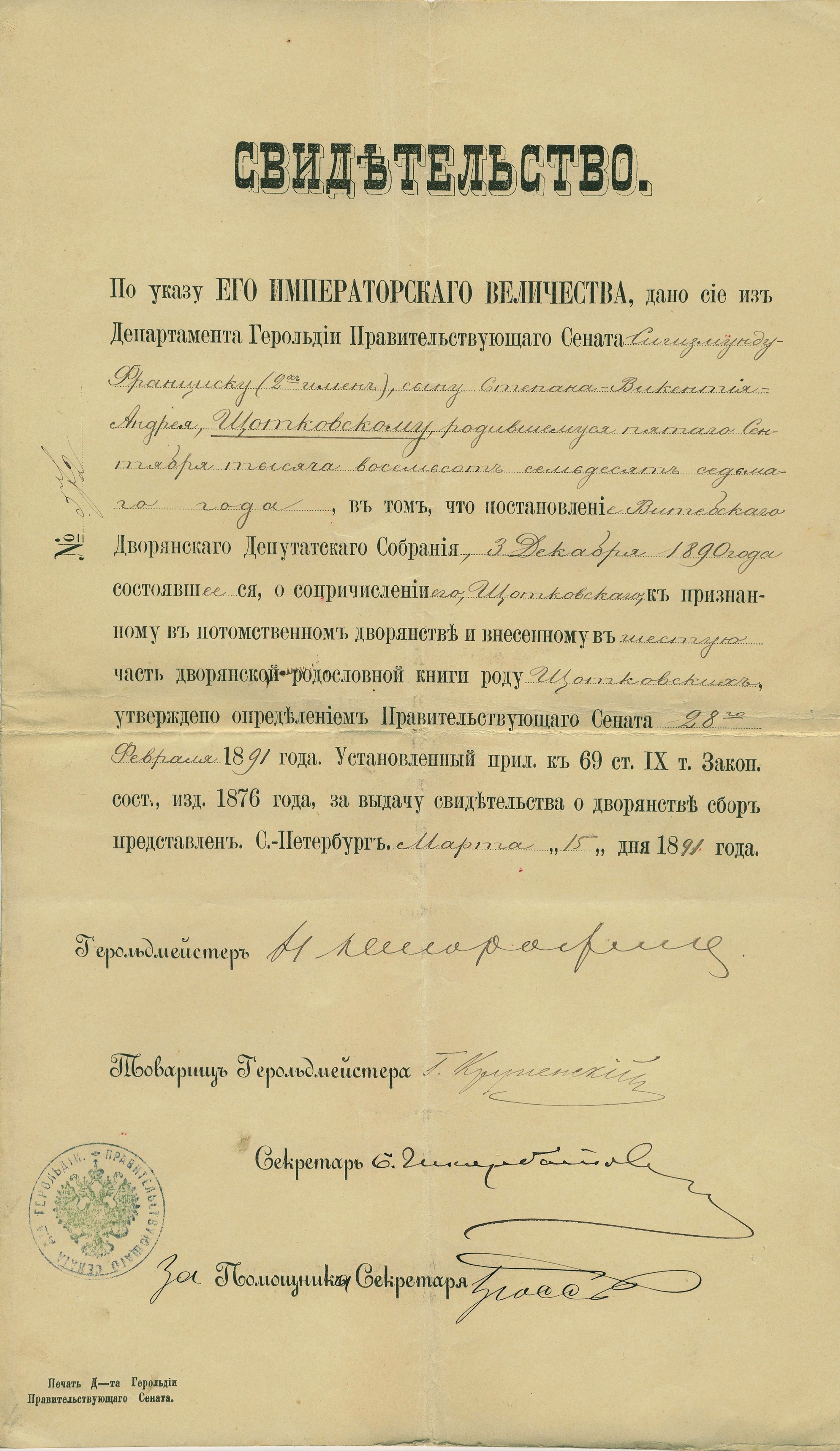
"Swiditielstwo" heroldii rosyjskiej z 1891

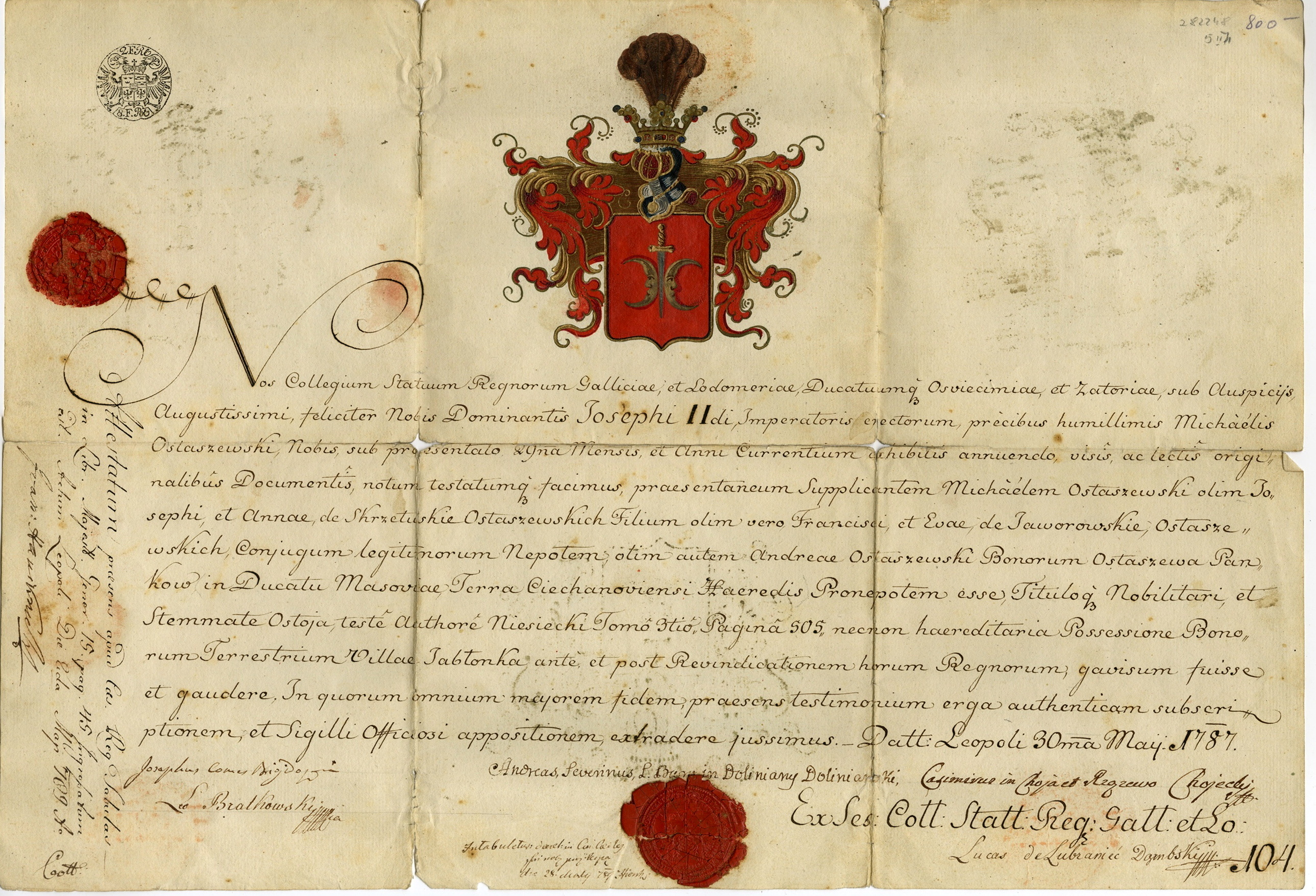
Certyfikat stanowy z zab. austriackiego

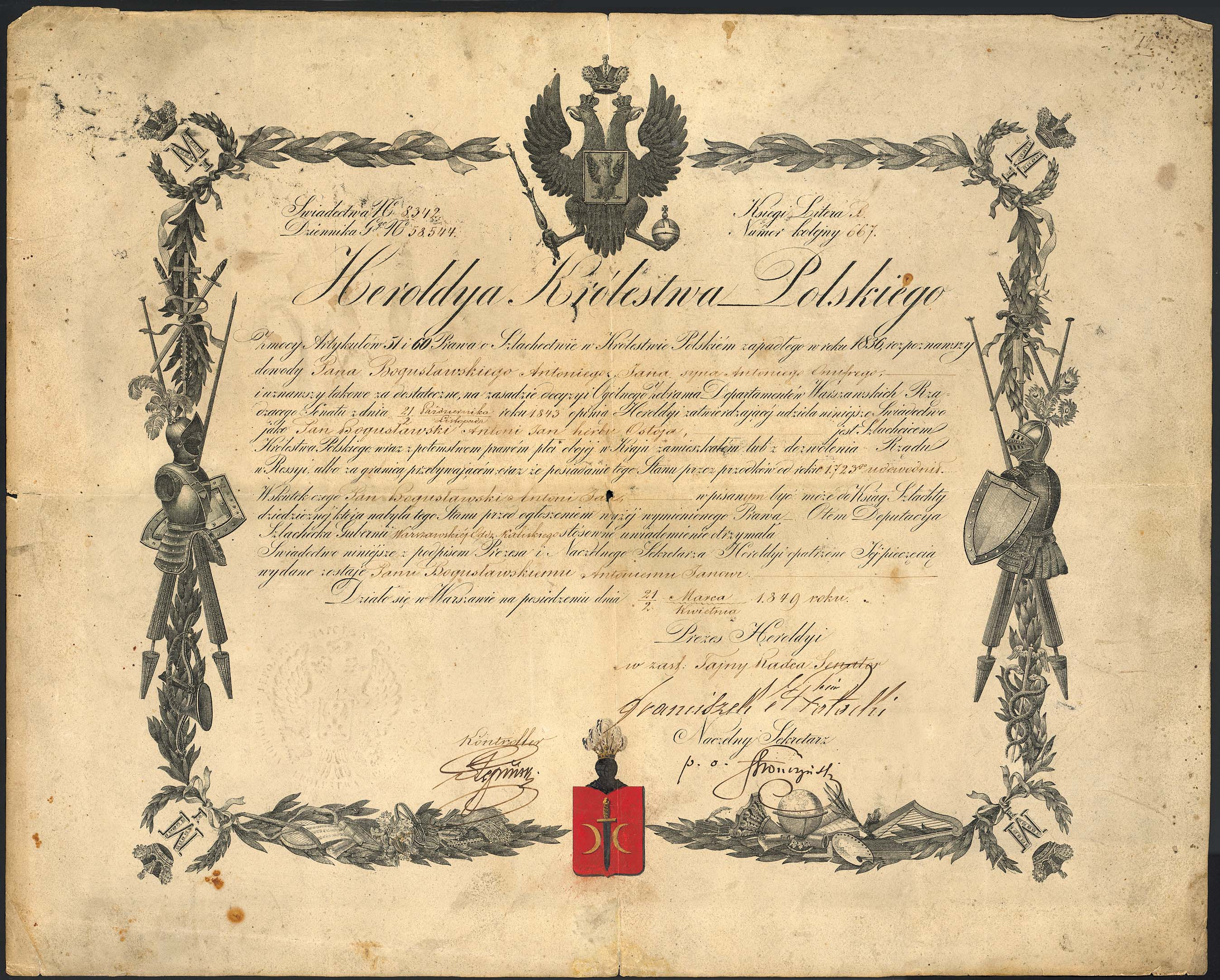
Legitymacja szlachectwa wydana przez Heroldię Królestwa Polskiego

W Rzeczypospolitej nie była znana z uwagi na brak heroldii. Podobną nieco funkcję urzędowego potwierdzenia szlachectwa pełniła nagana.
Stosowana w okresie rozbiorów przez heroldie wszystkich państw zaborczych (na terenie zaboru rosyjskiego działała heroldia Imperium Rosyjskiego, dla Królestwa Polskiego w latach 1832–1861 istniała Heroldia Królestwa Polskiego).
Niekiedy legitymacja szlachectwa wiązała się z udokumentowaniem prócz szlacheckiego pochodzenia również posiadania majątku ziemskiego.